# SLC25A39
SLC25A39 (англ. Solute carrier family 25 member 39) – білок, який кодується однойменним геном, розташованим у людей на короткому плечі 17-ї хромосоми. Довжина поліпептидного ланцюга білка становить 359 амінокислот, а молекулярна маса — 39 249.
| 10         |  | 20         |  | 30         |  | 40         |  | 50         |
| ---------- |  | ---------- |  | ---------- |  | ---------- |  | ---------- |
| MADQDPAGIS |  | PLQQMVASGT |  | GAVVTSLFMT |  | PLDVVKVRLQ |  | SQRPSMASEL |
| MPSSRLWSLS |  | YTKLPSSLQS |  | TGKCLLYCNG |  | VLEPLYLCPN |  | GARCATWFQD |
| PTRFTGTMDA |  | FVKIVRHEGT |  | RTLWSGLPAT |  | LVMTVPATAI |  | YFTAYDQLKA |
| FLCGRALTSD |  | LYAPMVAGAL |  | ARLGTVTVIS |  | PLELMRTKLQ |  | AQHVSYRELG |
| ACVRTAVAQG |  | GWRSLWLGWG |  | PTALRDVPFS |  | ALYWFNYELV |  | KSWLNGFRPK |
| DQTSVGMSFV |  | AGGISGTVAA |  | VLTLPFDVVK |  | TQRQVALGAM |  | EAVRVNPLHV |
| DSTWLLLRRI |  | RAESGTKGLF |  | AGFLPRIIKA |  | APSCAIMIST |  | YEFGKSFFQR |
| LNQDRLLGG  |  |            |  |            |  |            |  |            |

A: Аланін

C: Цистеїн

D: Аспарагінова кислота

E: Глутамінова кислота

F: Фенілаланін

G: Гліцин

H: Гістидин

I: Ізолейцин

K: Лізин

L: Лейцин

M: Метіонін

N: Аспарагін

P: Пролін

Q: Глутамін

R: Аргінін

S: Серин

T: Треонін

V: Валін

W: Триптофан

Задіяний у таких біологічних процесах, як транспорт, альтернативний сплайсинг. 
Локалізований у мембрані, мітохондрії, внутрішній мембрані мітохондрії.